# Галерея канделябров

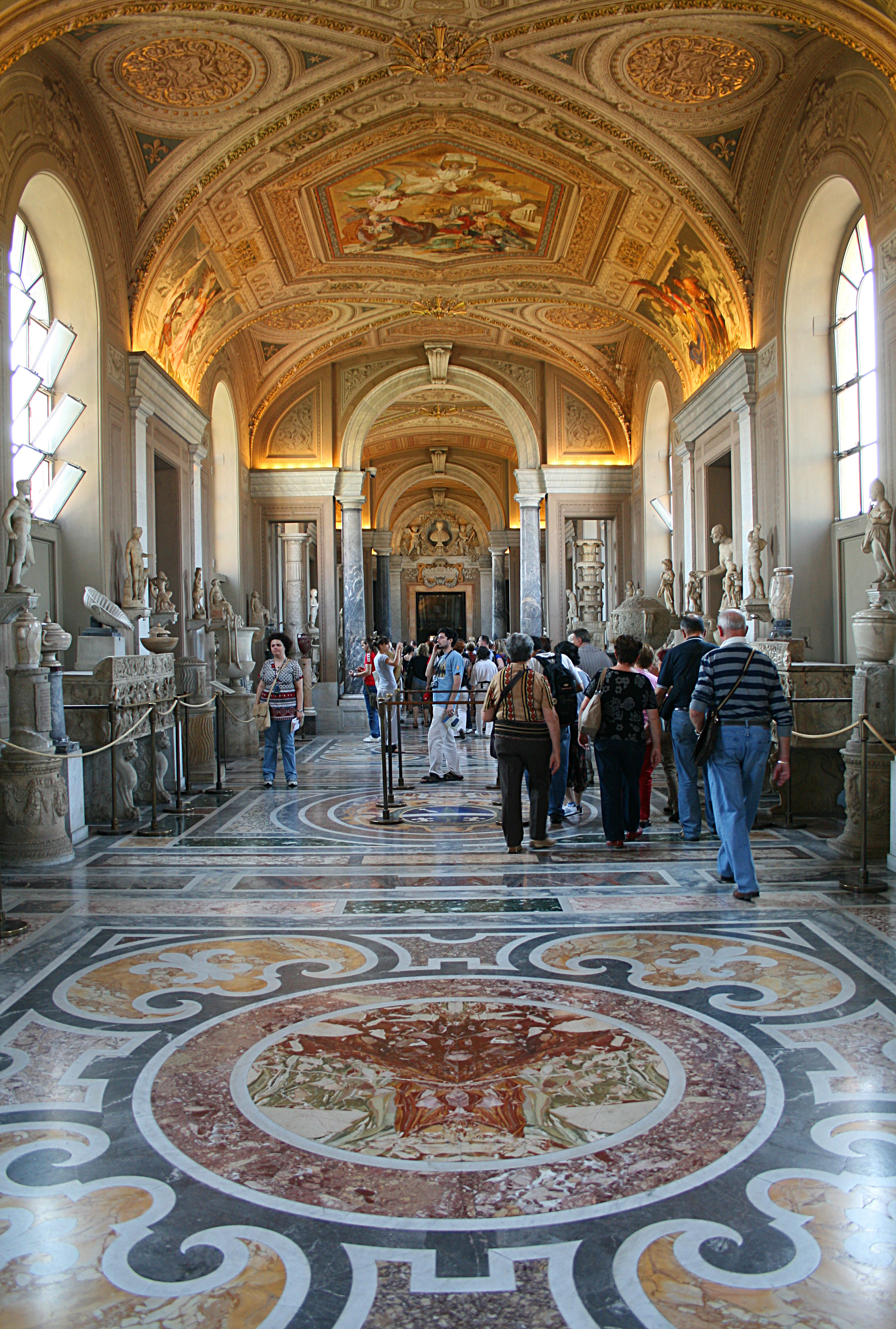
Galleria dei Candelabri.

Галере́я канделя́бров (итал. Galleria delle Candelabri) — одна из трёх галерей Superiori в Ватикане, в Апостольском дворце.
Галерея, длиной 80 м и разделенная колоннами на 6 секций из разноцветного мрамора, была основана в 1761 г. Галерея канделябров названа так по хранящимся в ней мраморным канделябрам из Отриколи (II в.). Галерея наполнена статуями, фрагментами древних фресок (II век) с изображением сатиров и нимф, саркофагами и вазами. В ней представлены памятники классического искусства (римские копии греческих оригиналов эллинистического периода III—I вв. до н. э.): саркофаг с изображением сцены Убийства детей Ниобы, Артемида Эфесская (II в.), Персидский воин (III в. до н. э.), «Старый рыбак», статуи Аполлона, Аталанты (римская копия с оригинала V в. до н. э.). Известна небольшая статуя «Ребенок и гусь» (копия бронзового оригинала III века до н. э.).

## Галерея

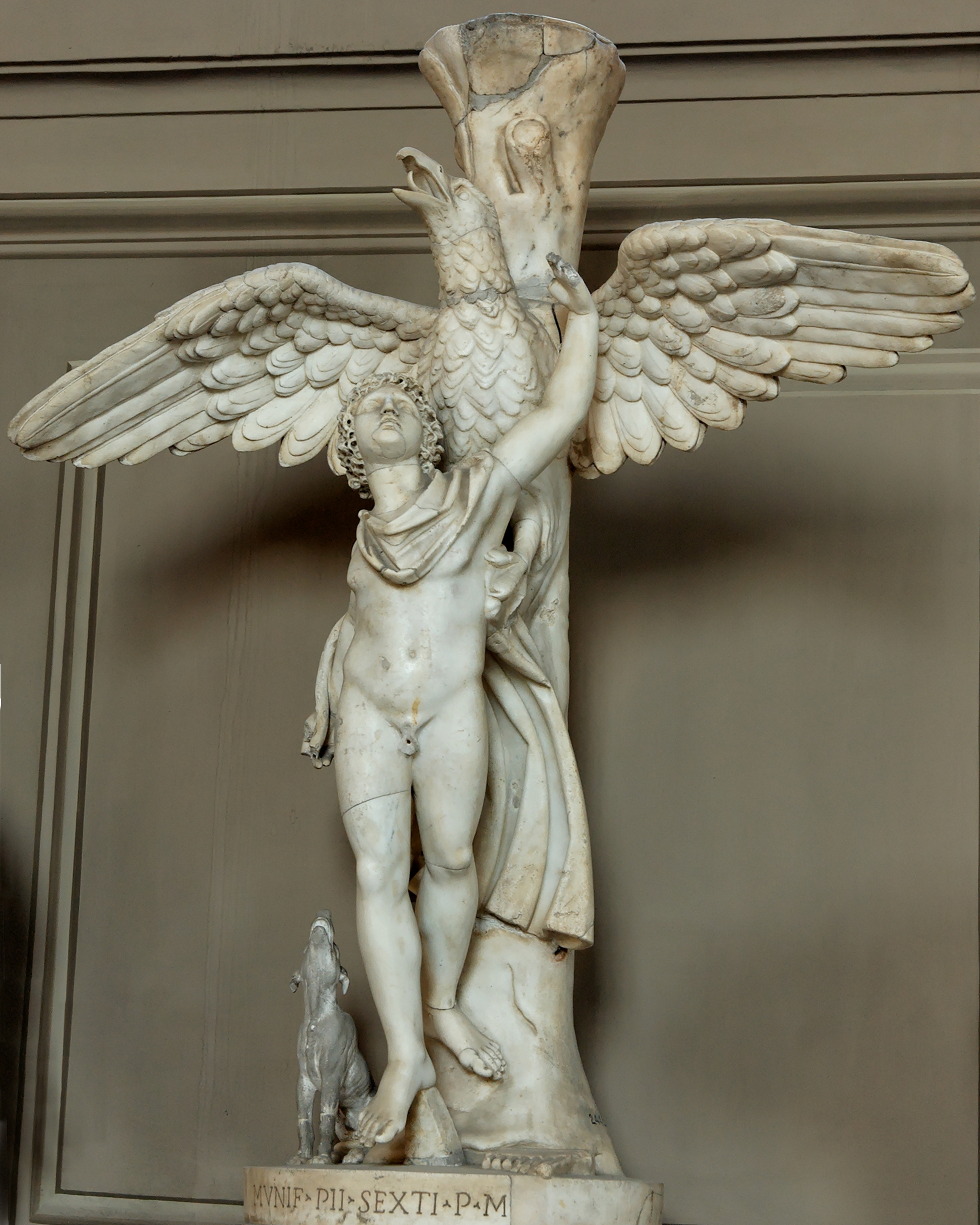
Ганимед и орёл
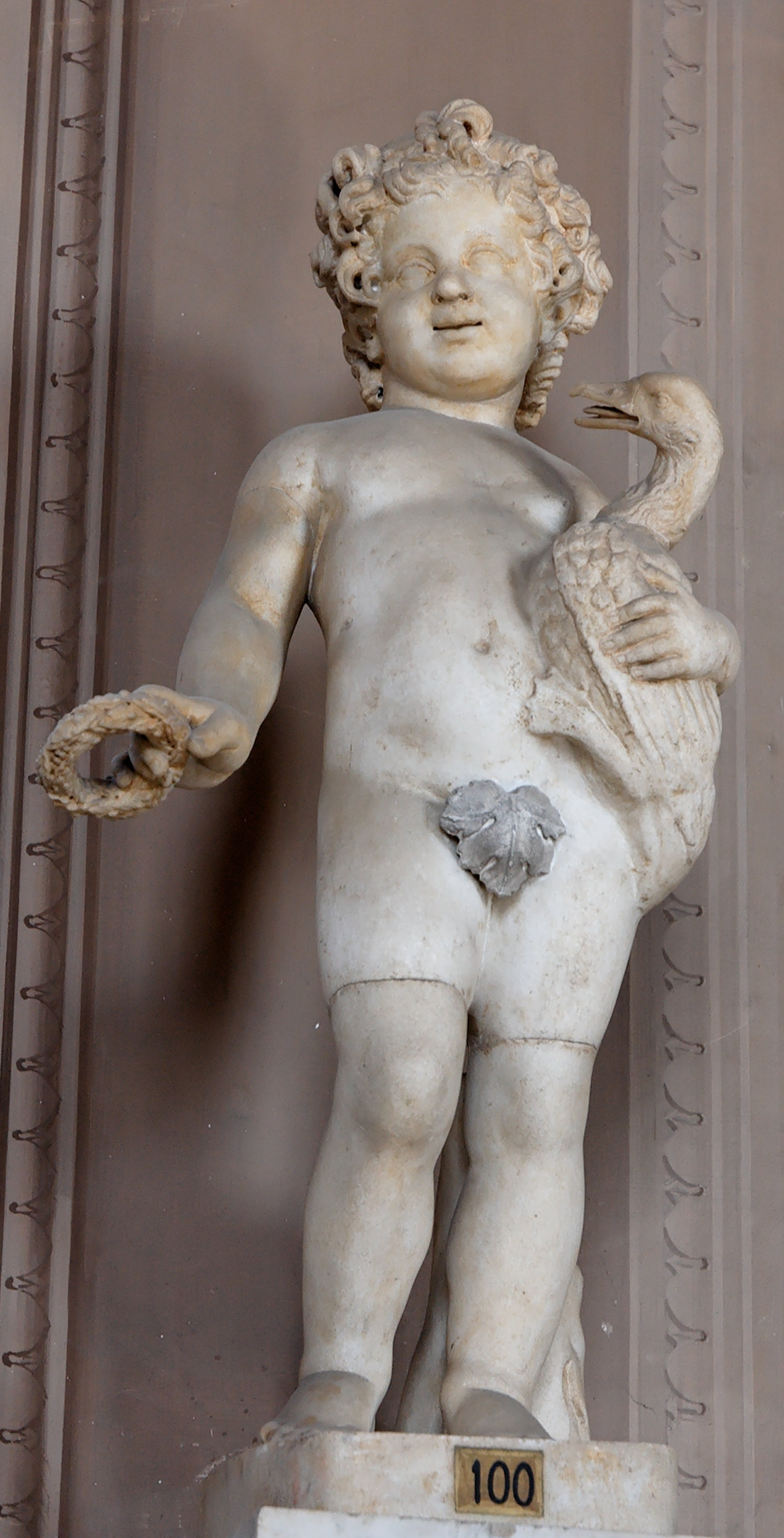
Ребенок и гусь
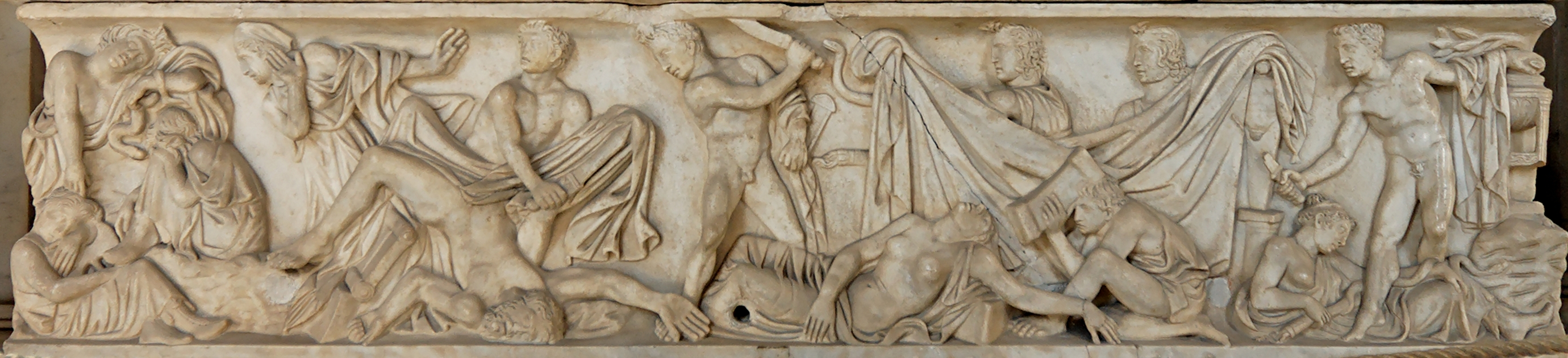
Миф об Оресте (деталь саркофага)